# گریژئو
گریژئو (انگلیسی: Grigeo) شرکت کاغذسازی لیتوانیایی است، که در سال ۱۹۲۳ تأسیس شد.